# Nova Zelândia nos Jogos Olímpicos de Verão de 1936
A Nova Zelândia participou dos Jogos Olímpicos de Verão de 1936 em Berlim, na Alemanha.